# Jama u Predolcu
Jama u Predolcu je jama kod kuće obitelji Vuica u podnožju brda Predolac u gradu Metkoviću.

## Povijest
Delta Neretve, koja pripada području dinarskog krša, obiluje špiljama, jamama i drugim kraškim pojavama. Jama u Predolcu je najznačajniji speleološki objekt na području doline Neretve i jedan je od najznačajnijih speleološki objekt na području Dalmacije.
Jama je razvijena unutar alveolinsko numulitnih eocenskih vapnenaca uz tektonske lomove. Na spiljski ulaz nastavlja se 10 metarski vertikalni pad, do površine slatkovodnog jezera, na sredini kojeg se nalazi mali otočić. Zanimljivo je da rijeka Neretva ima podzemnu vezu s jezerom, pa se u njoj mogu naći životinje koje inače ne žive u podzemlju npr. jegulje, kozice... Dubina jezera iznosi oko 15 m, što znači da kroz porozni kraški teren more prodire u donje slojeve jezera.
Najveća vrijednost Jame u predolcu je bogatstvo i raznolikost vodene faune. Jama u Predolcu stanište je dinarskog špiljskog školjkaša (Congerie kusceri) jedinog školjkaša na svijetu koji živi u podzemlju. Congeria kusceri je živi fosil i tercijarni relikt, endem Dinarida i jedini predstavnik svoje skupine koja je bila rasprostranjena u tercijaru, ali su svi njeni srodnici izumrli prije 5 milijuna godina. Dinarski špiljski školjkaš nalazi se na popisu posebno zaštićenih vrsta u Republici Hrvatskoj, ali i na popisu strogo zaštićenih životinjskih vrsta Europske unije.
Taj do 2 cm dug školjkaš je zapravo "živi fosil" koji se tijekom geološke prošlosti iz površinskih jezera preselio u kraško podzemlje i tu se prilagodio životu u vječnoj tami. Osim dinarskog špiljskog školjkaša u Jami živi još jedan živi fosil, endem Dinarida mnogočetinjaš (Marifugia cavatica). Na spiljski ulaz koji se nalazi na oko 11 metara nadmorske visine nastavlja se 9 metarski vertikalni pad, do površine slatkovodnog jezera, na sredini kojeg se nalazi mali otok. Zanimljivo je da rijeka Neretva nema direktnu podzemnu vezu s jezerom. Voda dolazi u jamu iz ponora koji se nalaze na rubnim dijelovima Popova polja, a otiče iz jame kroz uske pukotine koje vode do okolnih izvorišta pa se u njoj mogu naći životinje koje inače ne žive u podzemlju npr. jegulja, riječna kozica,te ostala riječna fauna. Dubina jezera iznosi u prosjeku 10,5 m. Unatoč značajnoj podzemnoj fauni i interesantnoj morfologiji, Jama još nije do kraja istražena prvenstveno zbog tehničkih razloga. Zaštita i opstojnost ovog lokaliteta ovisi prvenstveno o načinu i u kojoj mjeri će se hidrotehnički zahvati u Popovu polju ostvarivati, infrastrukturne aktivnosti, način i primjena agrotehničkih mjera na okolnim poljoprivrednim površinama.

## Istraživanja
Zanimljivo je da je Jama do nedavno bila poznata samo malom broju stanovnika iako se nalazi u samom gradu Metkoviću. Prva istraživanja jame poduzeli su slovenski biospeleolozi u kolovozu 1965. godine. Oni su u jezeru jame pronašli veliku koloniju dinarskog špiljskog školjkaša. Congerie kusceri je dobila ime upravo po svome pronalazaču, slovenskome malakologu Ljudevitu Kuščeru. Bilo je to važno otkriće jer se radilo o prvom nalazištu živih školjkaša roda Congeria u Hrvatskoj.
Zanimanje za jamu ponovno oživljava od 1993. do 1995. godine, kada jamu djelomično istražuju djelatnici Hrvatskog prirodoslovnog muzeja iz Zagreba u sklopu projekta "Biospeleološka i speleološka istraživanja donjeg toka rijeke Neretve". 

## Edukativni centar "Congeria"
Markica Vuica kroz čije se dvorište pristupa jami neposredno uz nju uredio je edukativni centar "Congeria" u kojem se može upoznati sa svim vrijednostima ovog iznimnog speleološkog objekta ali i podzemlja općenito, pa je ulaz i pristup Jami učinio dostupnim javnosti, a time i turistima. Rezultat svega je aktivna zaštita ovog iznimnog lokaliteta, te otvaranje novog jedinstvenog turističko-edukativnog središte u dolini Neretve, gradu Metkoviću i Dubrovačko-neretvanskoj županiji.
Edukativni centar "Congeria" omogućuje da posjetitelji mogu upoznati značajke podzemlja i njegovu ulogu za život čovjeka. Centar se sastoji od tri cjeline: u prvoj je obrađeno podzemlje općenito i predstavljeni najznačajniji speleološki objekti na području donjoneretvanskog kraja. Druga cjelina je sama Jama gdje posjetitelj može doživjeti dio podzemlja, a treća cjelina je soba Congerie gdje je moguće vidjeti dio faune jame i glavne značajke cijelog prostora i uživo vidjeti jedinstvenog dinarskog špiljskog školjkaša.